# Copa Intercontinental 1979
La Copa Intercontinental 1979 fue la decimoctava edición del torneo que enfrentaba al campeón de la Copa Libertadores de América con el subcampeón de la Copa de Campeones de Europa. La competición se disputó en el habitual formato de ida y vuelta, actuando cada equipo en condición de local en uno de los encuentros.
La copa fue disputada entre Olimpia de Paraguay, ganador de la Copa Libertadores 1979, y Malmö de Suecia, finalista de la Copa de Campeones de Europa 1978-79 —en el lugar del campeón Nottingham Forest de Inglaterra, que se negó de disputar el certamen—. Los partidos se jugaron el 18 de noviembre de 1979 en Malmö, Suecia, y el 2 de marzo de 1980 en Asunción del Paraguay. El club sudamericano se llevó la victoria en ambos partidos, un logro que solamente había sido obtenido hasta entonces por Santos de Brasil en 1962 y Peñarol de Uruguay en 1966. Gracias a los dos triunfos, Olimpia se consagró campeón del mundo por primera vez en su historia.
Esta edición de la copa fue la última que se disputó bajo el sistema de doble partido, ya que a partir del año posterior los equipos participantes comenzaron a disputar la final en un único encuentro llevado a cabo en terreno neutral, luego de que las confederaciones sudamericana y europea acordaran un convenio con la empresa multinacional Toyota para trasladar la competencia a Tokio, capital de Japón.

## Equipos participantes
| UEFA (Europa)         |  | Malmö   |  | Subcampeón de la Copa de Campeones de Europa (1978-79) |
| Conmebol (Sudamérica) |  | Olimpia |  | Campeón de la Copa Libertadores de América (1979)      |

## Sedes
| Malmö                          | Asunción                       |
| ------------------------------ | ------------------------------ |
| Malmö Stadion                  | Estadio Defensores del Chaco   |
| Capacidad: 26 500 espectadores | Capacidad: 50 000 espectadores |
|                                |                                |

## Los partidos
Esta fue la última edición de la Copa Intercontinental con el formato de eliminatoria a doble partido (ida y vuelta). Los equipos europeos eran cada vez más reticentes a venir a jugar a Sudamérica, como ocurrió con el Nottingham Forest, campeón de Europa en 1979, que acabó renunciando. Le sustituyó el subcampeón de Europa, el Malmö sueco, para enfrentarse a Olimpia de Paraguay.
Frente a un equipo superior técnicamente, los escandinavos no rompieron los pronósticos y cayeron en los dos choques. En la ida, en tierras suecas, Isasi marcó poco antes del descanso para los paraguayos ante un público de casi 5.000 espectadores.
En la vuelta, en el Estadio Defensores del Chaco de Asunción, bajo un calor húmedo y ante unos 45.000 espectadores, el conjunto paraguayo prevaleció por un marcador de 2-1.
Sobre el partido, el entrenador del equipo paraguayo, Luis Cubilla, aseveró:

Lo que logramos en 1979 fue extraordinario, porque en Paraguay no existía período de preparación antes de iniciarse la temporada, el seguimiento médico era inexistente y los jugadores estaban un poco abandonados a su suerte. Pese a ello, vencimos a los más grandes, y el Olimpia sigue siendo un ejemplo para el fútbol paraguayo en su conjunto y mejor que todos los clubes de
Paraguay.
Luis Cubilla, director técnico de Olimpia.

## Resultados

### Partido de ida
|            | POR        | Jan Möller         |       |
|            | DEF        | Roland Andersson   |       |
|            | DEF        | Ingemar Erlandsson |       |
|            | DEF        | Kent Jönsson       |       |
|            | DEF        | Mats Arvidsson     |       |
|            | MED        | Claes Malmberg     | Salió |
|            | MED        | Anders Ljungberg   |       |
|            | MED        | Robert Prytz       |       |
|            | MED        | Tommy Hansson      |       |
|            | DEL        | Thomas Sjöberg     |       |
|            | DEL        | Jan Olov Kinnvall  |       |
| Entrenador | Entrenador | Bob Houghton       |       |

|            | POR        | Ever Hugo Almeida    |       |
|            | DEF        | Alicio Solalinde     |       |
|            | DEF        | Roberto Paredes      |       |
|            | DEF        | Miguel Ángel Piazza  |       |
|            | DEF        | Flaminio Sosa        |       |
|            | MED        | Carlos Alberto Kiese |       |
|            | MED        | Rogelio Delgado      |       |
|            | MED        | Luis Torres          |       |
|            | MED        | Eduardo Ortiz        | Salió |
|            | DEL        | Mauro Céspedes       |       |
|            | DEL        | Evaristo Isasi       |       |
| Entrenador | Entrenador | Luis Cubilla         |       |

|  | DEL | Tommy Andersson | Entró |

|  | MED | Osvaldo Aquino | Entró |

| Anotado | 41' | Evaristo Isasi | 0:1 |

| Árbitro | Patrick Partridge |

|            | POR        | Jan Möller         |       |
|            | DEF        | Roland Andersson   |       |
|            | DEF        | Ingemar Erlandsson |       |
|            | DEF        | Kent Jönsson       |       |
|            | DEF        | Mats Arvidsson     |       |
|            | MED        | Claes Malmberg     | Salió |
|            | MED        | Anders Ljungberg   |       |
|            | MED        | Robert Prytz       |       |
|            | MED        | Tommy Hansson      |       |
|            | DEL        | Thomas Sjöberg     |       |
|            | DEL        | Jan Olov Kinnvall  |       |
| Entrenador | Entrenador | Bob Houghton       |       |

|            | POR        | Ever Hugo Almeida    |       |
|            | DEF        | Alicio Solalinde     |       |
|            | DEF        | Roberto Paredes      |       |
|            | DEF        | Miguel Ángel Piazza  |       |
|            | DEF        | Flaminio Sosa        |       |
|            | MED        | Carlos Alberto Kiese |       |
|            | MED        | Rogelio Delgado      |       |
|            | MED        | Luis Torres          |       |
|            | MED        | Eduardo Ortiz        | Salió |
|            | DEL        | Mauro Céspedes       |       |
|            | DEL        | Evaristo Isasi       |       |
| Entrenador | Entrenador | Luis Cubilla         |       |

|  | DEL | Tommy Andersson | Entró |

|  | MED | Osvaldo Aquino | Entró |

| Anotado | 41' | Evaristo Isasi | 0:1 |

| Árbitro | Patrick Partridge |

### Partido de vuelta
|            | POR        | Ever Hugo Almeida     |       |
|            | DEF        | Alicio Solalinde      |       |
|            | DEF        | Roberto Paredes       |       |
|            | DEF        | Daniel Di Bartolomeo  |       |
|            | DEF        | Flaminio Sosa         |       |
|            | MED        | Carlos Alberto Kiese  |       |
|            | MED        | Alfredo Yaluk         | Salió |
|            | MED        | Luis Torres           |       |
|            | MED        | Osvaldo Aquino        |       |
|            | DEL        | Hugo Ricardo Talavera | Salió |
|            | DEL        | Evaristo Isasi        |       |
| Entrenador | Entrenador | Luis Cubilla          |       |

|            | POR        | Jan Möller         |       |
|            | DEF        | Roland Andersson   |       |
|            | DEF        | Tim Parkins        |       |
|            | DEF        | Kent Jönsson       |       |
|            | DEF        | Mats Arvidsson     |       |
|            | MED        | Magnus Andersson   |       |
|            | MED        | Ingemar Erlandsson |       |
|            | MED        | Robert Prytz       |       |
|            | MED        | Anders Ohlsson     | Salió |
|            | DEL        | Thomas Sjöberg     | Salió |
|            | DEL        | Tommy Andersson    |       |
| Entrenador | Entrenador | Bob Houghton       |       |

|  | DEL | Miguel Michelagnoli | Entró |
|  | DEF | Rogelio Delgado     | Entró |

|  | MED | Claes Malmberg | Entró |
|  | MED | Tommy Hansson  | Entró |

| Anotado | 39' | Alicio Solalinde    | 1:0 |
| Anotado | 71' | Miguel Michelagnoli | 2:1 |

| Anotado | 46' | Ingemar Erlandsson | 1:1 |

| Árbitro | Juan Daniel Cardellino |

|            | POR        | Ever Hugo Almeida     |       |
|            | DEF        | Alicio Solalinde      |       |
|            | DEF        | Roberto Paredes       |       |
|            | DEF        | Daniel Di Bartolomeo  |       |
|            | DEF        | Flaminio Sosa         |       |
|            | MED        | Carlos Alberto Kiese  |       |
|            | MED        | Alfredo Yaluk         | Salió |
|            | MED        | Luis Torres           |       |
|            | MED        | Osvaldo Aquino        |       |
|            | DEL        | Hugo Ricardo Talavera | Salió |
|            | DEL        | Evaristo Isasi        |       |
| Entrenador | Entrenador | Luis Cubilla          |       |

|            | POR        | Jan Möller         |       |
|            | DEF        | Roland Andersson   |       |
|            | DEF        | Tim Parkins        |       |
|            | DEF        | Kent Jönsson       |       |
|            | DEF        | Mats Arvidsson     |       |
|            | MED        | Magnus Andersson   |       |
|            | MED        | Ingemar Erlandsson |       |
|            | MED        | Robert Prytz       |       |
|            | MED        | Anders Ohlsson     | Salió |
|            | DEL        | Thomas Sjöberg     | Salió |
|            | DEL        | Tommy Andersson    |       |
| Entrenador | Entrenador | Bob Houghton       |       |

|  | DEL | Miguel Michelagnoli | Entró |
|  | DEF | Rogelio Delgado     | Entró |

|  | MED | Claes Malmberg | Entró |
|  | MED | Tommy Hansson  | Entró |

| Anotado | 39' | Alicio Solalinde    | 1:0 |
| Anotado | 71' | Miguel Michelagnoli | 2:1 |

| Anotado | 46' | Ingemar Erlandsson | 1:1 |

| Árbitro | Juan Daniel Cardellino |

|                     |
| Bandera de Paraguay |
| Campeón Olimpia     |
| 1.er título         |